# Capitularina
Capitularina Kern é um género botânico pertencente à família Cyperaceae.
O gênero é composto por uma única espécie.

## Sinônimo
- Capitularia J.V.Suringar

## Espécie
- Capitularina involucrata